# Pyörissalo
Pyörissalo este o arie protejată (arie specială de conservare — SAC, sit de importanță comunitară — SCI) din Finlanda întinsă pe o suprafață de 140 ha, integral pe uscat.

## Localizare
Centrul sitului Pyörissalo este situat la coordonatele 61°55′12″N 29°02′08″E / 61.92°N 29.0356°E.

## Înființare
Situl Pyörissalo a fost declarat sit de importanță comunitară în august 1998 pentru a proteja 2 specii de plante și 1 specie de animale. Situl a fost protejat și ca arie specială de conservare în aprilie 2015.

## Biodiversitate
Situată în ecoregiunea boreală, aria protejată conține 5 habitate naturale: Lacuri și iazuri distrofice naturale, Mlaștini alcaline, Păduri fino-scandinave bogate în ierburi cu Picea abies, Păduri de conifere pe eskere fluvioglaciare sau legate la acestea, Mlaștini împădurite.
La baza desemnării sitului se află mai multe specii protejate:
- plante (2): Diplazium sibiricum, Hamatocaulis vernicosus
- mamifere (1): veveriță zburătoare siberiană (Pteromys volans)

Pe lângă speciile protejate, pe teritoriul sitului au mai fost identificate 8 specii de plante.